# Naveta de Biniac Oriental
La naveta de Biniac Oriental és una naveta d'enterrament o funerària on es van realitzar inhumacions col·lectives durant l'edat del bronze. S'hi accedeix des de la carretera general de Maó a Ciutadella de Menorca. Al punt quilomètric 8,1 hi ha un desviament a l'esquerra que condueix a la zona coneguda com l'Argentina. Just a l'entrada es troba la naveta de Biniac oriental, dins de les instal·lacions del Lloc de Menorca.

## Característiques
La naveta de Biniac Oriental és de planta circular, amb exterior en talús, construït amb grans blocs desbastats col·locats horitzontalment: el que es coneix com a tècnica o construcció ciclòpia, que trobem a molts altres edificis de la prehistòria de Menorca. La porta s'obre al sud del monument. En època desconeguda (recentment, segons escriu Hernández Sanz a principi de segle xx) s'hi va adossar a la zona sud un mur de pedra seca que cobreix i oculta el parament sud.
Un corredor llarg dona accés a la càmera ovalada, construïda amb un parament irregular d'aproximació de filades i coberta amb lloses horitzontals.
Les dimensions que té són: longitud exterior 11,10 m; amplària exterior 10,70 m; longitud interior 3,90 m; amplària interior 2,30 m.
S'ha plantejat que les navetes amb aquestes característiques, anomenades navetes de tipus intermedi, estarien a mig camí entre els sepulcres megalítics i les navetes de planta allargada, que serien de cronologies més avançades.
L'arqueòloga María Luisa Serra Belabre, en la dècada dels anys seixanta del segle xx, va fer una petita excavació a la part superior, sense resultats. En la càmera tampoc s'han pogut recuperar restes arqueològiques, ja que es va reutilitzar des d'antic com a refugi per al bestiar i es va buidar tot el seu sediment. No obstant això, a través d'excavacions realitzades en altres navetes sabem que aquests edificis servien per sebollir els membres d'una família o una petita comunitat a mesura que anaven morint. Els cossos s'acompanyaven generalment d'una sèrie d'objectes, relacionats amb les creences en la vida després de la mort.
Període cronològic:
Aproximadament 1500-1000 a.C. (edat del bronze).